# Garry Rodrigues
Garry Mendes Rodrigues (nascut el 27 de novembre de 1990) és un futbolista nascut als Països Baixos d'origen capverdià, que representa la selecció de Cap Verd, i juga com a migcampista pel Ankaragücü.
De pares capverdians, Garry ha jugat pel XerxesDZB, FC Boshuizen, ADO Den Haag, FC Dordrecht i pel Levski Sofia. El febrer de 2013, va anunciar que jugaria per Cap Verd i hi va debutar l'agost de 2013.

## Trajectòria esportiva
En etapa juvenil Rodrigues va jugar pel Feyenoord i pel portuguès Real Sport Clube.
Rodrigues va fitxar pel club de l'Eredivisie ADO Den Haag des de l'amateur FC Boshuizen el 16 de maig de 2012, signant un contracte d'un any amb la possibilitat de prorrogar-lo un any més. El juliol, fou cedir al FC Dordrecht de l'Eerste Divisie. Rodrigues va debutar-hi en un empat 1–1 a fora contra l'FC Emmen el 10 d'agost, jugant els 90 minuts sencers. El 27 d'agost va marcar el seu primer gol en una victòria a fora per 4–2 contra l'FC Den Bosch a De Vliert. Durant la seva etapa amb el Dordrecht, va jugar 20 partits de lliga, i va marcar 5 gols.

### Levski Sofia
L'11 de febrer de 2013, Rodrigues va signar un contracte per dos anys i mig amb el Levski Sofia búlgar. Va debutar a fora, a Chernomorets Burgas en una victòria per 2–0 el 3 de març. El 13 de març va marcar el seu primer gol pel Levski al minut 22 de l'anada dels quarts de final de la Copa de Bulgària contra el Litex Lovech. El 20 d'abril, en una victòria per 2–1 a fora contra el Litex, Rodrigues va marcar el seu primer gol en lliga, i a més a més, va donar una assistència a Hristo Yovov. El 15 de maig de 2013, va marcar el gol de l'empat contra el Beroe Stara Zagora a la final de la Copa búlgara de 2013, cosa que va permetre jugar la prórroga, tot i que el Levski Sofia finalment perdé el títol a la tanda de penals.
El 21 de juliol de 2013, Rodrigues va obrir el marcador en el primer partit del Levski a la lliga 2013–14, contra el Botev Plovdiv, però fou posteriorment expulsat després d'una disputa amb Veselin Minev.
Durant la primera meitat de la temporada 2013–14 Rodrigues va marcar 14 gols en total ajudant el Levski Sofia a guanyar diversos equips, i a ascendir al 3r lloc de la lliga. També va marcar un penal en una victòria 7-6 als penals contra el CSKA Sofia a la tercera ronda de la copa búlgara, i va ajudar així l'equip a passar als quarts de final. Les seves bones actuacions varen cridar l'atenció de diversos clubs europeus. El gener de 2014, el West Ham United FC va fer una oferta al Levski però Rodrigues la va refusar, indicant que només negociaria amb equips que li oferissin un contracte garantit.

### Elx CF
El 27 de gener de 2014, Rodrigues va signar contracte amb l'Elx CF amb una cessió de sis mesos. Va debutar a La Liga el dia 1 de març, entrant a la segona part en una victòria a casa per 1–0 contra el Celta de Vigo, i va marcar el seu primer gol pel club en una victòria per 1–0 contra el Màlaga CF el 3 de maig.

## Internacional
Rodrigues va ser convocat amb la selecció per primer cop l'agost de 2013 per jugar un partit amistós contra el Gabon el 14 d'aquell mes. Va substituir Djaniny a la mitja part. El 30 de desembre de 2013, Rodrigues va jugar com a titular en una derrota per 1–4 contra Catalunya en un partit amistós, i va donar l'assistència del gol del seu equip a Djaniny.

## Estadístiques
A 18 maig 2014
| Club         | Temporada | Lliga | Lliga | Copa | Copa | Continental | Continental | Total | Total |
| Club         | Temporada | PJ    | Gols  | PJ   | Gols | PJ          | Gols        | PJ    | Gols  |
| ------------ | --------- | ----- | ----- | ---- | ---- | ----------- | ----------- | ----- | ----- |
| FC Dordrecht | 2012–13   | 20    | 5     | 3    | 0    | –           | –           | 23    | 5     |
| Levski Sofia | 2012–13   | 15    | 3     | 5    | 4    | –           | –           | 20    | 7     |
| Levski Sofia | 2013–14   | 21    | 11    | 4    | 3    | 2           | 0           | 25    | 14    |
| Elx CF       | 2013–14   | 10    | 1     | 0    | 0    | –           | –           | 10    | 1     |
| Total        |           | 66    | 20    | 12   | 7    | 2           | 0           | 80    | 27    |